# Войтенко, Валерий Иванович
Вале́рий Ива́нович Во́йтенко (род. 7 января 1950, Свердловск) — советский футболист и футбольный тренер. Играл на позиции защитника. Мастер спорта СССР (1969). Состоял в ВЛКСМ. На 2015 год — исполнительный директор Союза Федерации футбола Урала и Западной Сибири. Входит в число инспекторов футбольной федерации, инспектировал также матчи первенства России и кубка России.

## Карьера

### Клубная
Начинал свою карьеру в «Уралмаше». В сезоне 1968 года (год выхода клуба в первую группу «А») провел в составе команды 5 игр. В следующем сезоне провел на поле 32 игры в первой группе «А». По окончании чемпионата перешёл в стан столичного ЦСКА. В составе армейцев играл на протяжении двух следующих сезонов, провел на поле 25 игр и стал в 1970 году первым чемпионом СССР с Урала. В 1972 году вновь вернулся в «Уралмаш», в котором играл вплоть до завершения карьеры игрока в 1979 году, сыграв более 228 игр и забив 8 голов.

### Тренерская
После окончания карьеры игрока работал тренером в ДЮСШ «Уралмаш».
Являлся тренером команды «Уралмаш» в 1989 и 1993—1995 годах, в 1996 году был главным тренером «Уралмаша» (назначен в межсезонье, проработал до мая).

## Достижения

### Командные
- Чемпион СССР: 1970

## Награды
- Мастер спорта СССР: 1969